# Paola Besuschio
Paola Besuschio (Verona, 15 novembre 1948) è un'ex brigatista italiana.

## Biografia
Aderente prima a Potere Operaio, poi iscritta alla Facoltà di Sociologia di Trento vi ha conosciuto Renato Curcio e Mara Cagol. Aderì successivamente alle Brigate Rosse.
Mario Moretti conobbe Paola Besuschio alla Sit-Siemens, ove conobbe anche Corrado Alunni e Giorgio Semeria.
Arrestata il 30 settembre 1975 ad Altopascio, in Toscana. La Besuschio deve scontare 15 anni di carcere, per partecipazione a varie rapine e per aver preso in affitto vari covi per i terroristi. Durante il Sequestro Moro fu la terrorista indicata da Bettino Craxi (segretario all'epoca del PSI) alla quale avrebbe potuto essere concessa la grazia, non essendo condannata per fatti di sangue, come atto unilaterale da parte dello Stato per invitare le Brigate Rosse a liberare Aldo Moro.
È indiziata di reato per il ferimento del consigliere democristiano Massimo De Carolis.

## Situazione attuale
Lavora in una cooperativa.